# كورتيس فوستر
كورتيس فوستر هو لاعب هوكي الجليد كندي، ولد في 24 نوفمبر 1981 في Carp, Ontario ‏ في كندا.

## وصلات خارجية
- كورتيس فوستر على موقع دوري الهوكي الوطني (الإنجليزية)
- كورتيس فوستر على موقع دوري الهوكي للقارات (الإنجليزية)
- كورتيس فوستر على موقع EliteProspects.com (الإنجليزية)
- كورتيس فوستر على موقع Eurohockey.com (الإنجليزية)
- كورتيس فوستر على موقع HockeyDB.com (الإنجليزية)
- كورتيس فوستر على موقع Hockey-Reference.com (الإنجليزية)